# Točnica
Točnica (em húngaro: Tósár) é um município da Eslováquia, situado no distrito de Lučenec, na região de Banská Bystrica. Tem 11,92 km² de área e sua população em 2018 foi estimada em 417 habitantes.

## Demografia
| Ano:        | 1994 | 2004    | 2014    | 2024   |
| ----------- | ---- | ------- | ------- | ------ |
| Broj ljudi: | 293  | 323     | 399     | 392    |
| Razlika:    |      | +10,23% | +23,52% | -1,75% |

| Ano:               | 2023 | 2024   |
| ------------------ | ---- | ------ |
| Número de pessoas: | 394  | 392    |
| Diferença:         |      | -0,50% |